# Công an cấp tỉnh (Việt Nam)
Công an cấp tỉnh là cơ quan công an ở các tỉnh, thành phố trực thuộc trung ương ở Việt Nam, thuộc hệ thống tổ chức của lực lượng Công an nhân dân, có trách nhiệm tham mưu cho Bộ Công an, Tỉnh ủy, Ủy ban Nhân dân tỉnh (hoặc Thành ủy, Ủy ban Nhân dân thành phố đối với các thành phố trực thuộc trung ương) về bảo vệ an ninh quốc gia và giữ gìn trật tự, an toàn xã hội; chủ trì và thực hiện thống nhất quản lí Nhà nước về bảo vệ an ninh quốc gia, giữ gìn trật tự, an toàn xã hội trên địa bàn tỉnh; các loại tội phạm và các vi phạm pháp luật về an ninh quốc gia, trật tự, an toàn xã hội.

## Tổ chức chung

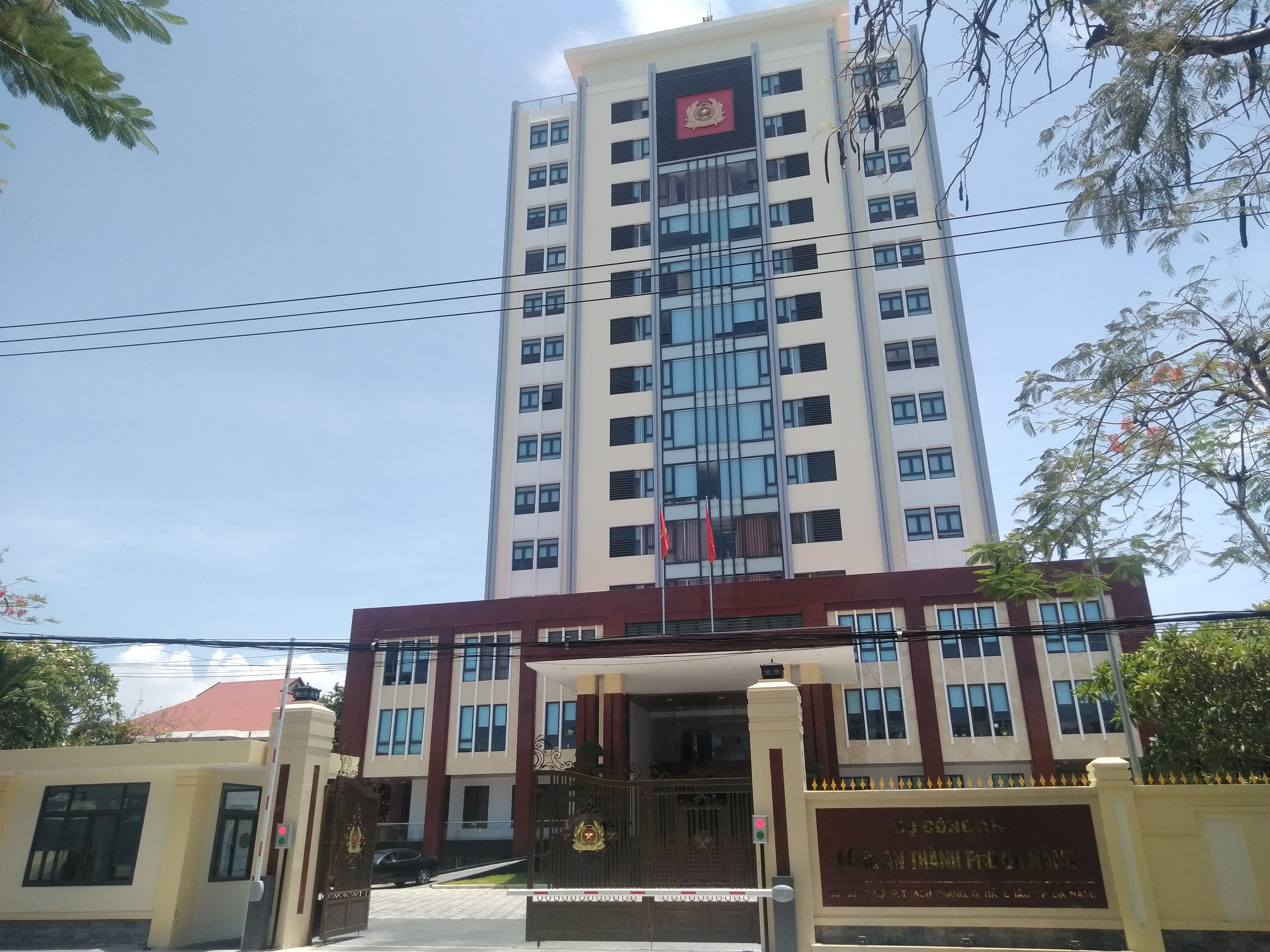
Công an thành phố Đà Nẵng.

### Ban Giám đốc
- Giám đốc Công an cấp tỉnh thường có trần cấp bậc hàm là Đại tá hoặc Thiếu tướng (trừ Giám đốc Công an thành phố Hà Nội, Giám đốc Công an Thành phố Hồ Chí Minh mang cấp bậc hàm Trung tướng)
- Phó Giám đốc Công an cấp tỉnh thường có trần cấp bậc hàm là Đại tá (trừ Phó Giám đốc Công an thành phố Hà Nội, Phó Giám đốc Công an Thành phố Hồ Chí Minh mang cấp bậc hàm Thiếu tướng)

### Tổ chức
- Khối XDLL:
- Phòng Tham mưu (PV01)
- Phòng Hồ sơ nghiệp vụ (PV06)
- Phòng Tổ chức - Cán bộ (PX01)
- Phòng Công tác Đảng và công tác chính trị (PX03)
- Thanh tra Công an tỉnh (PX05)
- Cơ quan Ủy ban Kiểm tra Đảng ủy Công an tỉnh (PX06)
- Phòng Hậu cần (PH10)
- Khối An ninh:

1. Phòng An ninh đối ngoại (PA01)
2. Phòng An ninh đối nội (PA02)
3. Phòng An ninh chính trị nội bộ (PA03)
4. Phòng An ninh kinh tế (PA04)
5. Phòng An ninh mạng và phòng chống tội phạm sử dụng công nghệ cao (PA05)
6. Phòng Kỹ thuật nghiệp vụ và ngoại tuyến(PA06)
7. Phòng Quản lý xuất nhập cảnh (PA08)
8. Phòng An ninh điều tra (PA09)

- Khối Cảnh sát:

1. Văn phòng Cơ quan CSĐT (PC01)
2. Phòng Cảnh sát hình sự (PC02)
3. Phòng Cảnh sát kinh tế và môi trường (PC03)
4. Phòng Cảnh sát điều tra tội phạm về ma túy (PC04)
5. Phòng Cảnh sát Quản lý hành chính về trật tự xã hội (PC06)
6. Phòng Cảnh sát Phòng cháy chữa cháy và cứu nạn, cứu hộ (PC07)
7. Phòng Cảnh sát giao thông (PC08)
8. Phòng Kỹ thuật hình sự (PC09)
9. Phòng Cảnh sát thi hành án hình sự và hỗ trợ tư pháp (PC10)
10. Phòng Cảnh sát cơ động (PK02)

- Bệnh viện (Bệnh xá) Công an tỉnh (PH06)
- Phòng Tài chính (PH01)
- Công an các huyện, thị xã, thành phố trực thuộc tỉnh
- Các Trại tạm giam (PC11)

## Danh sách Giám đốc Công an các tỉnh, thành phố trực thuộc Trung ương
| Công an tỉnh, thành phố | Giám đốc                   | Giám đốc           | Giám đốc    | Giám đốc                     | Giám đốc                                                                       |
| Công an tỉnh, thành phố | Họ và tên                  | Cấp bậc - Quân hàm | Quê quán    | Nhậm chức                    | Chức vụ khi được bổ nhiệm                                                      |
| ----------------------- | -------------------------- | ------------------ | ----------- | ---------------------------- | ------------------------------------------------------------------------------ |
| An Giang                | Lâm Phước Nguyên (1971)    | Đại tá             | Cần Thơ     | 30.8.2022 (2 năm, 290 ngày)  | Giám đốc Công an tỉnh An Giang                                                 |
| Bà Rịa – Vũng Tàu       | Vũ Như Hà (1970)           | Đại tá             | Quảng Bình  | 31.12.2024 (167 ngày)        | Giám đốc Công an tỉnh Lạng Sơn                                                 |
| Bạc Liêu                | Hồ Việt Triều (1973)       | Đại tá             | Bến Tre     | 1.2.2023 (2 năm, 135 ngày)   | Giám đốc Công an tỉnh Cà Mau (9.2020-2.2023)                                   |
| Bắc Giang               | Nguyễn Quang Vinh (1976)   | Đại tá             |             | 17.02.2025 (119 ngày)        | Phó Cục trưởng, Thư ký lãnh đạo Bộ Công an                                     |
| Bắc Kạn                 | Hà Văn Tuyên (1969)        | Đại tá             | Cao Bằng    | 28.6.2020 (4 năm, 353 ngày)  | Giám đốc Công an tỉnh Lai Châu                                                 |
| Bắc Ninh                | Bùi Duy Hưng (1978)        | Đại tá             | Hải Phòng   | 20.4.2021 (4 năm, 57 ngày)   | Phó Cục trưởng, Thư ký lãnh đạo Bộ Công an                                     |
| Bến Tre                 | Trương Sơn Lâm (1972)      | Đại tá             | Thanh Hóa   | 10.10.2022 (2 năm, 249 ngày) | Phó Cục trưởng Cục An ninh mạng và Phòng, chống tội phạm sử dụng công nghệ cao |
| Bình Dương              | Tạ Văn Đẹp (1975)          | Đại tá             | Tây Ninh    | 1.5.2023 (2 năm, 46 ngày)    | Phó Giám đốc Công an tỉnh Tây Ninh(1.2020-5.2023)                              |
| Bình Định               | Võ Đức Nguyện (1966)       | Đại tá             | Quảng Ngãi  | 29.5.2020 (5 năm, 18 ngày)   | Phó Giám đốc Công an tỉnh Quảng Ngãi                                           |
| Bình Phước              | Bùi Xuân Thắng (1965)      | Đại tá             | Nghệ An     | 28.5.2019 (6 năm, 19 ngày)   | Phó Giám đốc Công an tỉnh Bình Phước                                           |
| Bình Thuận              | Lê Quang Nhân (1969)       | Đại tá             | Hà Tĩnh     | 17.3.2023 (2 năm, 91 ngày)   | Phó Giám đốc Công an tỉnh Đồng Nai                                             |
| Cà Mau                  | Phạm Thành Sỹ (1964)       | Đại tá             | Cà Mau      | 9.11.2015 (9 năm, 219 ngày)  | Phó Giám đốc Công an tỉnh Cà Mau                                               |
| Cao Bằng                | Vũ Hồng Quang (1968)       | Đại tá             | Nam Định    | 30.6.2020 (4 năm, 351 ngày)  | Phó Giám đốc Công an tỉnh Lạng Sơn                                             |
| Cần Thơ                 | Nguyễn Văn Thuận (1965)    | Thiếu tướng        | Hậu Giang   | 26.10.2018 (6 năm, 233 ngày) | Phó Giám đốc Công an thành phố Cần Thơ                                         |
| Đà Nẵng                 | Vũ Xuân Viên (1964)        | Thiếu tướng        | Quảng Ngãi  | 31.8.2018 (6 năm, 289 ngày)  | Cục trưởng Cục Tham mưu, Tổng cục Cảnh sát                                     |
| Đắk Lắk                 | Lê Vinh Quy (1967)         | Thiếu tướng        | Quảng Nam   | 1.3.2021 (4 năm, 107 ngày)   | Giám đốc Công an tỉnh Lâm Đồng                                                 |
| Đắk Nông                | Hồ Song Ân (1978)          | Đại tá             | Quảng Nam   | 16.10.2024 (243 ngày)        | Phó Giám đốc Công an tỉnh Quảng Nam                                            |
| Điện Biên               | Ngô Thanh Bình (1978)      | Đại tá             | Ninh Bình   | 15.11.2021 (3 năm, 213 ngày) | Phó Cục trưởng Cục Cảnh sát điều tra tội phạm về ma túy                        |
| Đồng Nai                | Nguyễn Đức Hải (1977)      | Thiếu tướng        | Nghệ An     | 04.01.2025 (163 ngày)        | Giám đốc Công an tỉnh Quảng Trị                                                |
| Đồng Tháp               | Nguyễn Văn Hiểu (1964)     | Đại tá             | Vĩnh Long   | 17.7.2019 (5 năm, 334 ngày)  | Giám đốc Công an tỉnh Vĩnh Long                                                |
| Gia Lai                 | Rah Lan Lâm (1966)         | Thiếu tướng        | Gia Lai     | 29.6.2020 (4 năm, 352 ngày)  | Phó Giám đốc Công an tỉnh Gia Lai                                              |
| Hà Giang                | Phan Huy Ngọc (1972)       | Đại tá             | Vĩnh Phúc   | 17.4.2020 (5 năm, 60 ngày)   | Phó Giám đốc công an tỉnh Phú Thọ                                              |
| Hà Nam                  | Tô Anh Dũng (1978)         | Đại tá             | Hưng Yên    | 6.9.2022 (2 năm, 283 ngày)   | Phó Cục trưởng Cục Cảnh sát Quản lý hành chính về trật tự xã hội               |
| Hà Nội                  | Nguyễn Thanh Tùng (1968)   | Trung tướng        | Hưng Yên    |                              | Phó Giám đốc Công an Thành phố Hà Nội                                          |
| Hà Tĩnh                 | Nguyễn Xuân Thao (1977)    | Đại tá             | Nghệ An     | 20.6.2024 (361 ngày)         | Phó Cục trưởng Cục An ninh đối ngoại                                           |
| Hải Dương               | Bùi Quang Bình(1978)       | Đại tá             | Thái Bình   | 1.3.2022 (3 năm, 107 ngày)   | Phó Giám đốc Công an tỉnh Quảng Ninh (4.2020-3.2022)                           |
| Hải Phòng               | Vũ Thanh Chương (1968)     | Thiếu tướng        | Thái Bình   | 1.10.2019 (5 năm, 258 ngày)  | Giám đốc Công an tỉnh Hải Dương (2018-10.2019)                                 |
| Hậu Giang               | Huỳnh Việt Hòa (1976)      | Đại tá             | Kiên Giang  | 1.5.2020 (5 năm, 46 ngày)    | Phó Giám đốc Công an tỉnh Hậu Giang (9.2014-5.2020)                            |
| Hòa Bình                | Đỗ Thanh Bình (1976)       | Đại tá             | Thái Bình   | 15.8.2022 (2 năm, 305 ngày)  | Phó Cục trưởng Cục Cảnh sát giao thông (2018-2022)                             |
| Thành phố Hồ Chí Minh   | Mai Hoàng (1979)           | Thiếu tướng        | Hưng Yên    | 9.6.2025 (7 ngày)            | Phó Giám đốc Công an Thành phố Hồ Chí Minh                                     |
| Huế                     | Nguyễn Thanh Tuấn (1976)   | Đại tá             | Thanh Hóa   | 1.8.2020 (4 năm, 319 ngày)   | Phó Giám đốc Công an tỉnh Thừa Thiên -Huế                                      |
| Hưng Yên                | Nguyễn Thanh Trường (1974) | Đại tá             | Hải Dương   | 28.9.2021 (3 năm, 261 ngày)  | Giám đốc Công an tỉnh Thái Bình                                                |
| Khánh Hòa               | Nguyễn Thế Hùng (1969)     | Đại tá             | Quảng Trị   | 30.4.2022 (3 năm, 47 ngày)   | Giám đốc Công an tỉnh Ninh Thuận                                               |
| Kiên Giang              | Nguyễn Văn Hận (1971)      | Đại tá             | Bạc Liêu    | 12.4.2022 (3 năm, 65 ngày)   | Phó Giám đốc Công an tỉnh Bạc Liêu                                             |
| Kon Tum                 | Nguyễn Hồng Nhật (1968)    | Đại tá             | Bình Định   | 31.1.2020 (5 năm, 136 ngày)  | Phó Giám đốc Công an tỉnh Kon Tum                                              |
| Lai Châu                | Nguyễn Viết Giang (1968)   | Đại tá             | Hà Giang    | 28.6.2020 (4 năm, 353 ngày)  | Phó Giám đốc Công an tỉnh Hà Giang                                             |
| Lạng Sơn                | Nguyễn Tiến Trung (1978)   | Đại tá             | Hà Tĩnh     | 28.12.2024 (170 ngày)        | Phó Cục trưởng Cục An ninh kinh tế                                             |
| Lào Cai                 | Cao Minh Huyền (1974)      | Đại tá             | Hưng Yên    | 28.4.2023 (2 năm, 49 ngày)   | Phó Giám đốc Công an tỉnh Nghệ An                                              |
| Lâm Đồng                | Trương Minh Đương (1976)   | Đại tá             | Cà Mau      | 30.5.2022 (3 năm, 17 ngày)   | Phó Giám đốc Công an tỉnh Lâm Đồng                                             |
| Long An                 | Lâm Minh Hồng (1969)       | Thiếu tướng        | Đồng Tháp   | 26.6.2020 (4 năm, 355 ngày)  | Phó Giám đốc Công an tỉnh An Giang                                             |
| Nam Định                | Nguyễn Hữu Mạnh (1977)     | Đại tá             | Thanh Hóa   | 1.4.2024 (1 năm, 76 ngày)    | Phó Giám đốc Công an tỉnh Thanh Hóa                                            |
| Nghệ An                 | Bùi Quang Thanh (1977)     | Thiếu tướng        | Quảng Bình  | 18.12.2023 (1 năm, 180 ngày) | Giám đốc Công an tỉnh Đắk Nông                                                 |
| Ninh Bình               | Đinh Việt Dũng (1977)      | Đại tá             | Nam Định    | 05.11.2024 (223 ngày)        | Phó Cục trưởng Cục An ninh nội địa                                             |
| Ninh Thuận              | Huỳnh Tấn Hạnh (1976)      | Đại tá             | Quảng Nam   | 30.4.2022 (3 năm, 47 ngày)   | Phó Cục trưởng Cục An ninh đối ngoại                                           |
| Phú Thọ                 | Nguyễn Minh Tuấn (1975)    | Đại tá             | Thanh Hoá   | 1.5.2023 (2 năm, 46 ngày)    | Phó Cục trưởng Cục kế hoạch và tài chính                                       |
| Phú Yên                 | Phan Thanh Tám (1967)      | Đại tá             | Quảng Nam   | 29.6.2020 (4 năm, 352 ngày)  | Phó Giám đốc Công an tỉnh Gia Lai                                              |
| Quảng Bình              | Nguyễn Thanh Liêm (1975)   | Đại tá             | Hà Tĩnh     | 11.10.2024 (248 ngày)        | Giám đốc Công an tỉnh Đắk Nông                                                 |
| Quảng Nam               | Nguyễn Hữu Hợp(1968)       | Thiếu tướng        | Nghệ An     | 20.8.2024 (300 ngày)         | Giám đốc Công an tỉnh Quảng Bình                                               |
| Quảng Ninh              | Trần Văn Phúc (1978)       | Đại tá             | Hà Nội      | 12.8.2024 (308 ngày)         | Giám đốc Công an tỉnh Thái Bình                                                |
| Quảng Ngãi              | Phan Công Bình (1966)      | Đại tá             | Bình Định   | 4.5.2020 (5 năm, 43 ngày)    | Phó Giám đốc Công an tỉnh Bình Định                                            |
| Quảng Trị               | Vũ Văn Đấu (1976)          | Đại tá             | Thái Bình   | 06.01.2025 (161 ngày)        | Phó Cục trưởng Cục Cảnh sát điều tra tội phạm về trật tự xã hội                |
| Sóc Trăng               | Trần Văn Dương (1973)      | Đại tá             | Cần Thơ     | 21.1.2025 (146 ngày)         | Phó Giám đốc Công an thành phố Cần Thơ                                         |
| Sơn La                  | Đặng Trọng Cường (1976)    | Thiếu tướng        | Phú Thọ     | 06.11.2024 (222 ngày)        | Giám đốc Công an tỉnh Ninh Bình                                                |
| Tây Ninh                | Nguyễn Văn Trãi (1967)     | Đại tá             | Bến Tre     | 28.3.2019 (6 năm, 80 ngày)   | Phó Giám đốc Công an tỉnh Tây Ninh                                             |
| Thái Bình               | Trần Xuân Ánh (1975)       | Đại tá             | Hà Tĩnh     | 16.8.2024 (304 ngày)         | Giám đốc Công an tỉnh Trà Vinh                                                 |
| Thái Nguyên             | Bùi Đức Hải (1968)         | Đại tá             | Thái Bình   | 29.6.2020 (4 năm, 352 ngày)  | Phó Giám đốc Công an tỉnh Thái Bình                                            |
| Thanh Hóa               | Trần Phú Hà (1967)         | Thiếu tướng        | Nam Định    | 8.6.2020 (5 năm, 8 ngày)     | Phó Cục trưởng Cục An ninh mạng và phòng, chống tội phạm sử dụng công nghệ cao |
| Tiền Giang              | Nguyễn Văn Nhựt (1965)     | Đại tá             | Bến Tre     | 17.7.2019 (5 năm, 334 ngày)  | Phó Giám đốc Công an tỉnh Bến Tre                                              |
| Trà Vinh                | Nguyễn Thanh Hải (1973)    | Đại tá             | Đồng Tháp   | 15.8.2024 (305 ngày)         | Phó Giám đốc Công an tỉnh Đồng Tháp                                            |
| Tuyên Quang             | Phạm Kim Đĩnh (1975)       | Đại tá             | Tuyên Quang | 1.2.2020 (5 năm, 135 ngày)   | Phó Giám đốc Công an tỉnh Tuyên Quang                                          |
| Vĩnh Long               | Nguyễn Trọng Dũng (1966)   | Đại tá             | Hà Nội      | 13.5.2021 (4 năm, 34 ngày)   | Phó Giám đốc Công an tỉnh Vĩnh Long                                            |
| Vĩnh Phúc               | Thân Văn Hải (1975)        | Đại tá             | Bắc Giang   | 1.2.2024 (1 năm, 135 ngày)   | Phó Giám đốc Công an tỉnh Bắc Giang                                            |
| Yên Bái                 | Lê Việt Thắng (1972)       | Đại tá             | Hưng Yên    | 1.2.2023 (2 năm, 135 ngày)   | Giám Đốc Công An Bạc Liêu (11.2019-2.2023)                                     |

## Xem chi tiết
- Công an thành phố Hà Nội
- Công an Thành phố Hồ Chí Minh
- Công an thành phố Hải Phòng
- Công an thành phố Đà Nẵng
- Công an thành phố Cần Thơ
- Công an thành phố Huế
- Công an tỉnh Nghệ An